# Szürkebegyű tirannuszlégykapó
A szürkebegyű tirannuszlégykapó (Lathrotriccus griseipectus) a madarak (Aves) osztályának a verébalakúak (Passeriformes) rendjébe a királygébicsfélék (Tyrannidae) családjába tartozó faj.

## Rendszertani besorolása
Sorolták a Empidonax nembe Empidonax griseipectus néven is.

## Előfordulása
Ecuador nyugati részén, valamint Peru északnyugati területein honos. Természetes élőhelyei nedves és száraz erdőkben vannak. Élőhelyeinek elvesztése fenyegeti.

## Megjelenése
Testhossza 13 centiméter.